# Burmanska cesta
Burmanska cesta je za suvremeni promet jedina prometnica između Burme, danas Mjanma, i Kine. Spaja Kunming (kineska pokrajina Junan) i Lashio (Mjanma). U vrijeme gradnje ceste, Burma je bila britanska kolonija. Za vrijeme Drugog svjetskog rata bila je važna poveznica Kine s morem. U to je vrijeme gospodarstvo Kine u velikoj mjeri ovisilo o sirovinama iz britanskih i francuskih kolonija. Radi onemogućavanja opskrbe kineske vojske, u tom razdoblju japanska vojska ju je često napadala i zatvarala.
Cesta je duga 1.154 km (prema nekim izvorima oko 1.600 km) i prolazi vrlo neprohodnim, brdovitim područjem. Dio ceste od Kunminga do burmanske granice izgradilo je oko 200.000 kineskih radnika u vrijeme Drugog kinesko-japanskog rata, 1937. i 1938. godine, u vrlo teškim uvjetima, koristeći se u gradnji samo ručnim alatom.
Prije ulaska u rat Japana protiv Velike Britanije cesta je korištena za transport svih vrsta opreme za Kinu. Pod vrlo snažnim diplomatskim pritiskom Japana, Velika Britanija je 17. travnja 1940. zatvorila Burmansku cestu. No kako usprkos diplomatskim naporima Japana Kina nije bila spremna otvoriti pregovore o miru, Britanci 17. listopada iste godine cestu ponovo otvaraju. 1942. Japanci osvajaju Burmu, a opskrba nacionalističkih snaga Čang Kai-šeka bila je moguća samo još zračnim putem (→ The Hump).
Pod britanskim zapovjedništvom indijske, britanske, kineske i američke jedinice kasnije osvajaju sjevernu Burmu i od Assama grade novu, Ledo cestu koja se u Junanu spajala sa starom Burmanskom cestom. Prvi kamiosni s opremom stigli su iz Assama do kineske granice 28. siječnja 1945.

## Vanjske poveznice
- Burmanska cesta - fotografije  Arhivirana inačica izvorne stranice od 10. studenoga 2008. (Wayback Machine)